# Füstös háromujjú lajhár
A füstös háromujjú lajhár (Bradypus variegatus) az emlősök (Mammalia) osztályának szőrös vendégízületesek (Pilosa) rendjéhez, ezen belül a lajhárok (Folivora) alrendjéhez és a háromujjú lajhárfélék (Bradypodidae) családjához tartozó faj.

## Elterjedése
A füstös háromujjú lajhár Dél-Amerikában és Közép-Amerika déli részén honos. Földrajzi elterjedése a következő országokra terjed ki: Bolívia, Brazília, Kolumbia, Costa Rica, Ecuador, Honduras, Nicaragua, Panama, Paraguay, Peru és Venezuela. Egykor Argentínában is jelen volt, de onnan mára kihaltnak gondolják.
Számos újvilági trópusi erdőben megtalálható, bár néhány egyedet még a félig lombhullató erdőkben, valamint a szubtrópusi alföldeken és mocsarakban is felfedeztek. Élete nagy részében a lombkoronában él, ugyanakkor úszni is képes. Ritkán közlekedik a földön. A tengerszintfeletti 2400 m-ig terjedő magasságban található meg. Bár nem válogatja meg az általa birtokolt fafajokat, de hajlamos olyan koronás fát keresni, amely erősen ki van téve a napfénynek. Ez a preferencia annak tulajdonítható, hogy a lajhár a napfényt használja hőszabályozási igényeinek kielégítésére.

## Alfajai
- Bradypus variegatus boliviensis (Gray, 1871)
- Bradypus variegatus brasiliensis Blainville, 1840
- Bradypus variegatus ephippiger Philippi, 1870
- Bradypus variegatus gorgon Thomas, 1926
- Bradypus variegatus infuscatus Wagler, 1831
- Bradypus variegatus trivittatus Cornalia, 1849
- Bradypus variegatus variegatus Schinz, 1825[2]

## Megjelenése
A füstös háromujjú lajhár torkán és fején barna elszíneződés található. Szőrzete egy réteg rövid, puha és finom szőrből és egy vastag, gyapjas szőrzetből áll. Az algák gyakran a külső rétegen tartózkodnak, egyes egyedeknek zöldes megjelenést kölcsönözve. Hosszú mellső végtagjai vannak, mindegyik végtagon három karmos lábujj található. Körülbelül 10 nyaki csigolyája van, amelyek lehetővé teszik, hogy az állat a nyakát akár 270 fokban elfordítsa. Fogai hengeresek és nincs zománcuk. Sok patás emlőshöz hasonlóan a gyomra többrekeszes, a bélrendszer mikrofaunája segíti a kizárólag növényi étrendből származó cellulóz emésztését. Állandó testhőmérsékletű, bár nehézséget okoz számára a testhőmérsékletének szabályozása hideg környezetben és hűvösebb környezeti hőmérsékleten. Ez valószínűleg a ritka izomtömegnek, a viszonylag kicsi szívnek és az alacsony pulzusszámnak tudható be. A felnőtt egyed súlya 3,4-5,1 kg, átlagosan 4,3 kg. Átlagos hosszúsága 60 cm, és az alapvető anyagcsere sebessége 147 cm^3 oxigén/óra. Bár a nemek közötti méretdimorfizmus nincs jelen, a hímeknek van egy középső háti tükörképe, amely a nőstényeknél nincs jelen.
|  |  |  |  |  |  |

## Életmódja
A füstös háromujjú lajhár körülbelül napi 14-16 órát alszik, vegyesen nappali és éjszakai életet él. Körülbelül napi 8-10 órán keresztül aktív, ami általában 2-3 órás diszkrét periódusokra van felosztva. 12:00 és 18:00 óra között a legaktívabb, és a legtöbb egyed 06:00 és 12:00 óra között alszik. Két különböző pihenési módot mutat. Az első az „ébrenléti” állapot, amelyben az állat szeme aktívan nyitva van és pislog; a második a "viselkedési alvás", amely során az állat szeme csukva van, de továbbra is a fán függesztve marad. Soha nem figyeltek meg felnőtt állatokat egy másik felnőttel egy fán. Az agnosztikus viselkedés viszonylag ritka a fajtársak között; azonban könnyen megvédik a területüket, a táplálék-és más erőforrásokat.
A felnőtt egyedek közötti szociális interakció viszonylag ritka. Az anyaállat és kölyke közötti kommunikáció azonban jelentős, különösen vokalizáció formájában. A hangokat a párzási időszakban más fajtársaival való kommunikációra is használja, mivel a nőstények felkiáltanak, hogy magukhoz vonzzák a potenciális partnert. A szemében nincs ciliáris izom, és nagyon kevés ganglionsejt és idegrost található, ami által gyenge a látása. Ugyanakkor a bizonyítékok arra utalnak, hogy a látás alacsony fényintenzitás esetén is optimálisan működik. Az ürítés és a vizelés a földön történik, és mindkettő funkciója a fajtársaival való kommunikáció.
Szigorúan növényevő, elsősorban a Cercropia nemzetség fáinak a leveleivel, virágaival és gyümölcseivel táplálkozik. Folyadékigényét nagyrészt a lenyelt növényi anyagokból elégíti ki. Mivel erősen álcázott és lassú mozgású, ezáltal csökken a ragadozók támadása általi kitettség. E faj fő ragadozói közé tartozik a pápaszemes bagoly, a hárpia és macskafélék számos helyi faja. A füstös háromujjú lajhár leereszkedik a lombkoronából, hogy a földre ürítsen és vizeljen. Bár csak 3-8 naponként ereszkedik le a lombkoronáról, ez a viselkedés nagymértékben növeli a ragadozással szembeni sebezhetőséget.

## Szaporodása
A füstös háromujjú lajhárról azt tartják, hogy monogám, avagy mindkét nem egyszerre csak egy másik egyeddel párzik. A nőstény hangos kiáltással vonzza a hímeket, amikor készen áll a párzásra. Általában az első hímmel párosodnak, amelyikkel találkoznak. Bár nem világos, hogy van-e meghatározott szaporodási időszaka, a bizonyítékok arra utalnak, hogy a párzás közvetlenül az esős évszak előtt következik be. A párzás 10-15 percig tart, és a nőstény fáján, körülbelül 15 méterrel a talaj felett megy végbe. Az aktus során a hím a nőstény mögött helyezkedik el.
A párzás befejeztével a hím azonnal távozik és semmilyen szülői gondoskodást nem vállal a kölyökről. A nőstény évente egyszer egyetlen utódot hoz világra. Az 5-8 hónapig tartó vemhesség alatt az anyaállat semmilyen előkészületet nem tesz, például fészekrakást se. Születés után az újszülött kölyköt a hasán tartja, amiről úgy gondolják, hogy védelmet nyújt az utód számára, beleértve a ragadozók támadásaitól is. Az újszülött állat születéskor kevesebb, mint 1 kg. A legtöbb egyed az elválasztás befejezése után válik függetlenné, ami körülbelül 4 hónapos korában történik. A nőstények 3, a hímek 3-5 éves korukra válnak ivaréretté, átlagosan 4 éves korukra. A vadon élő egyedek átlagélettartama 30-40 év.

## Természetvédelmi helyzete
A Természetvédelmi Világszövetség (IUCN) vörös listáján a nem fenyegetett fajok közé tartozik. Bár a populáció pontos tendenciái nem ismertek, a becslések szerint hektáronként 2,2 és 8,5 állat közötti sűrűség fordul elő az egész földrajzi elterjedésén. Bár Amazonas-medence brazíliai részének egyes populációi az erdőirtás miatt csökkennek, de ettől függetlenül nincs komoly veszélyben a faj hosszú távú fennmaradása.